# Neuville-Saint-Amand
Pour les articles homonymes, voir Neuville et Saint-Amand.
Neuville-Saint-Amand est une commune française agricole située dans le département de l'Aisne, en région Hauts-de-France.
Ses habitants sont les Neuvilloises et les Neuvillois.

## Géographie
Le village se situe à une altitude comprise entre 79 et 127 mètres. La grande ville proche est Saint-Quentin, distante de 4 km.
Les communes qui entourent Neuville-Saint-Amand sont Mesnil-Saint-Laurent (1,7 km), Harly (2,2 km), Itancourt (2,1 km), Rouvroy (3,4 km) et Homblières (3,7 km).
|        | Saint-Quentin        | Harly                |
| Gauchy | Neuville-Saint-Amand | Mesnil-Saint-Laurent |
|        | Itancourt            |                      |

### Labels agricoles
En termes d'appellations et de labels, la commune se trouve aussi sur la zone de l'indication géographique protégée (IGP) des Volailles de la Champagne.

### Risques répertoriés
La sismicité est très faible.
S'agissant des risques naturels et technologiques possibles, sont répertoriés les risques d'inondation et industriels.
Parmi les catastrophes naturelles passées, on compte les inondations et coulées de boue en mai 1985, juillet 1995, décembre 1999 et septembre 2008. La commune a également enregistré des mouvements de terrain à la fin du mois de décembre 1999.

### Hydrographie
La commune est traversée par la ligne de partage des eaux entre les bassins hydrographiques Artois-Picardie et Seine-Normandie. Elle n'est drainée par aucun cours d'eau.

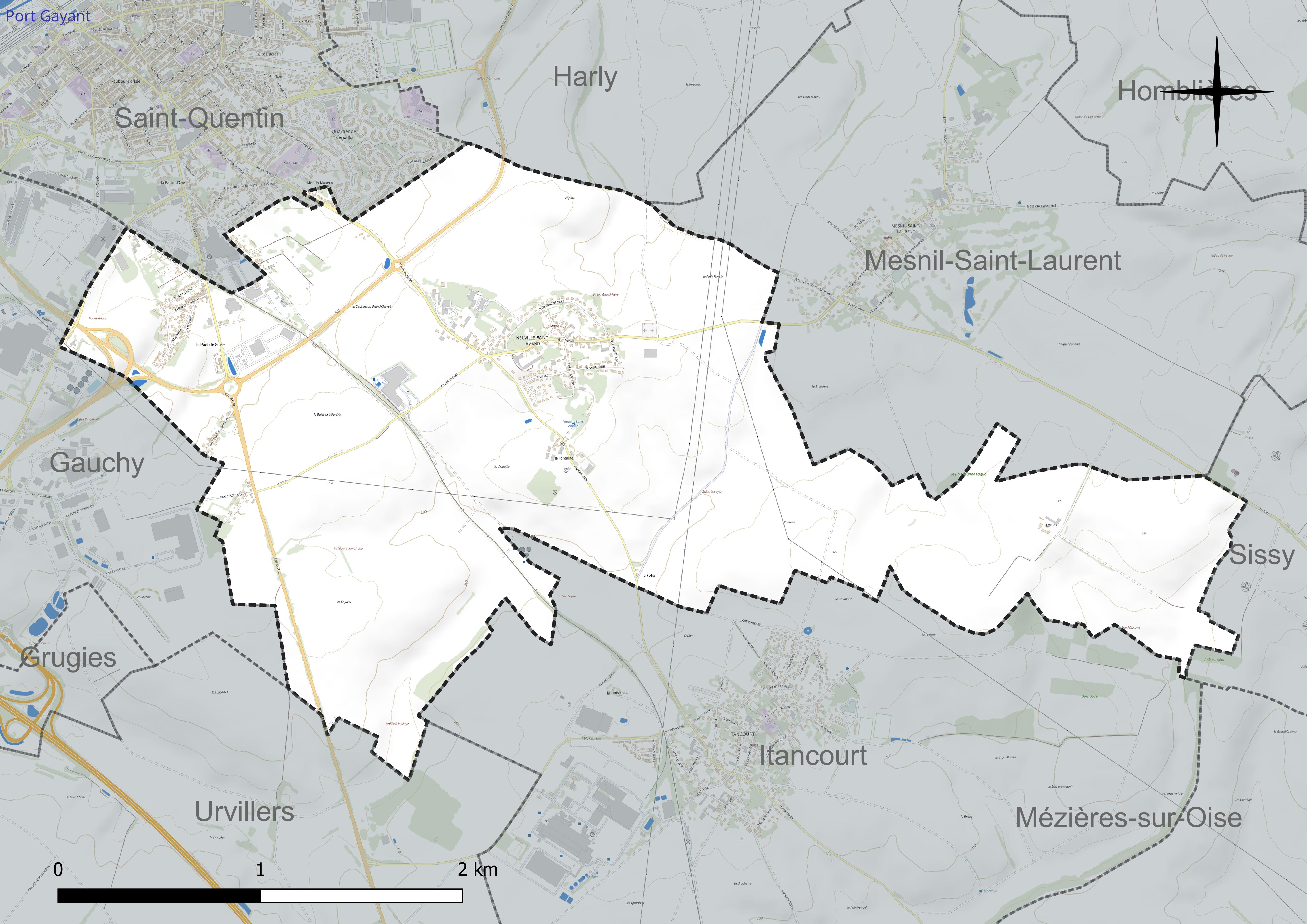
Réseau hydrographique de Neuville-Saint-Amand.

### Climat
Pour des articles plus généraux, voir Climat des Hauts-de-France et Climat de l'Aisne.
En 2010, le climat de la commune est de type climat océanique dégradé des plaines du Centre et du Nord, selon une étude du CNRS s'appuyant sur une série de données couvrant la période 1971-2000. En 2020, Météo-France publie une typologie des climats de la France métropolitaine dans laquelle la commune est dans une zone de transition entre le climat océanique et le climat océanique altéré et est dans la région climatique Nord-est du bassin Parisien, caractérisée par un ensoleillement médiocre, une pluviométrie moyenne régulièrement répartie au cours de l'année et un hiver froid (3 °C).
Pour la période 1971-2000, la température annuelle moyenne est de 10,1 °C, avec une amplitude thermique annuelle de 14,7 °C. Le cumul annuel moyen de précipitations est de 734 mm, avec 12,3 jours de précipitations en janvier et 8,6 jours en juillet. Pour la période 1991-2020, la température moyenne annuelle observée sur la station météorologique la plus proche, située sur la commune de Fontaine-lès-Clercs à 8 km à vol d'oiseau, est de 10,8 °C et le cumul annuel moyen de précipitations est de 683,4 mm,. Pour l'avenir, les paramètres climatiques de la commune estimés pour 2050 selon différents scénarios d'émission de gaz à effet de serre sont consultables sur un site dédié publié par Météo-France en novembre 2022.

## Urbanisme

### Typologie
Au 1er janvier 2024, Neuville-Saint-Amand est catégorisée commune rurale à habitat dispersé, selon la nouvelle grille communale de densité à 7 niveaux définie par l'Insee en 2022.
Elle est située hors unité urbaine. Par ailleurs la commune fait partie de l'aire d'attraction de Saint-Quentin, dont elle est une commune de la couronne,. Cette aire, qui regroupe 120 communes, est catégorisée dans les aires de 50 000 à moins de 200 000 habitants,.

### Occupation des sols
L'occupation des sols de la commune, telle qu'elle ressort de la base de données européenne d'occupation biophysique des sols Corine Land Cover (CLC), est marquée par l'importance des territoires agricoles (89,7 % en 2018), en diminution par rapport à 1990 (92,6 %). La répartition détaillée en 2018 est la suivante : 
terres arables (89,7 %), zones urbanisées (6,2 %), zones industrielles ou commerciales et réseaux de communication (4,1 %).
L'évolution de l'occupation des sols de la commune et de ses infrastructures peut être observée sur les différentes représentations cartographiques du territoire : la carte de Cassini (XVIIIe siècle), la carte d'état-major (1820-1866) et les cartes ou photos aériennes de l'IGN pour la période actuelle (1950 à aujourd'hui).

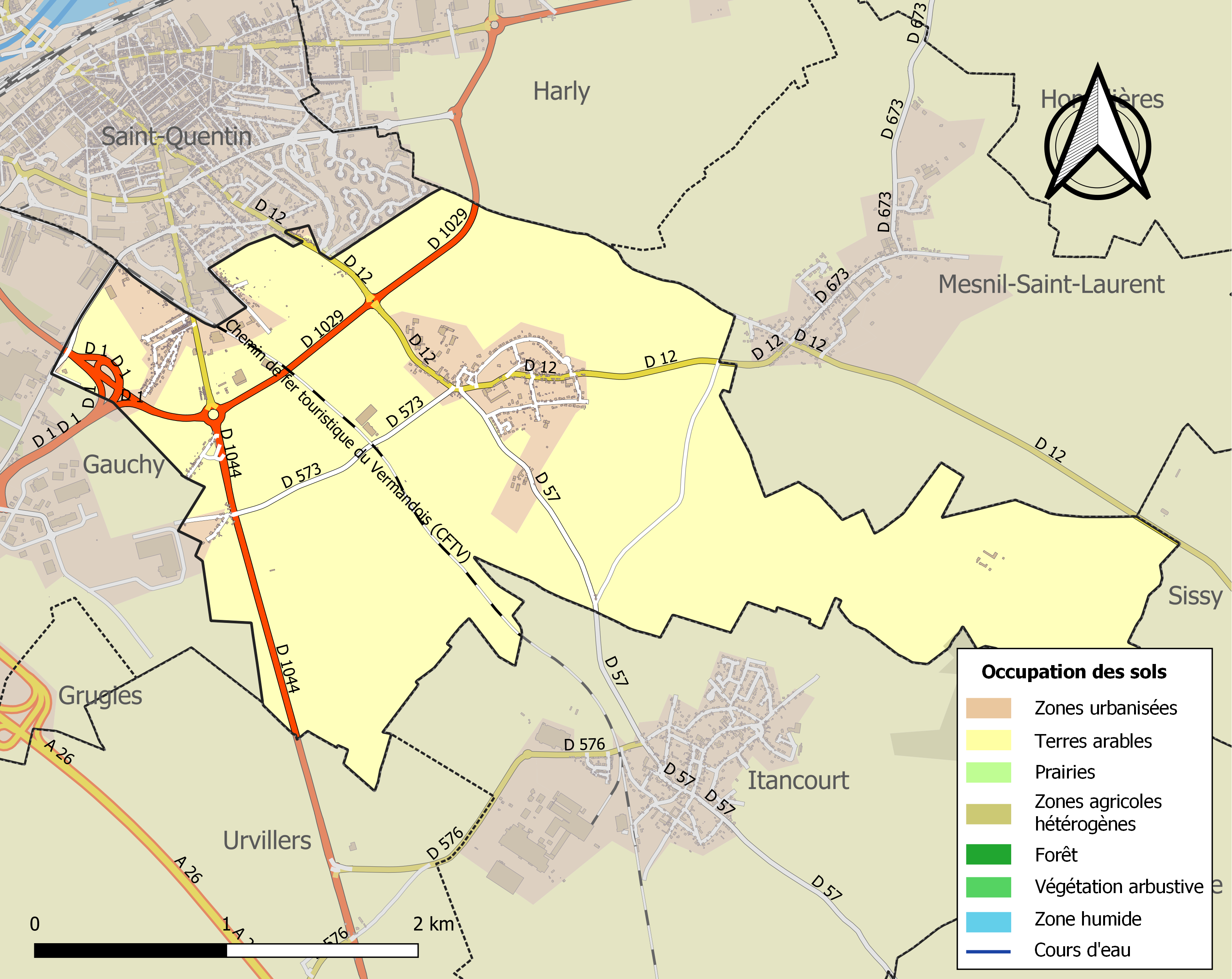
Carte de l'occupation des sols de la commune en 2018 (CLC).

## Toponymie
Le nom du village apparaît pour la première fois en l'an 1110, sous la dénomination de Castrum de Novilla. L'orthographe évoluera encore de nombreuses fois en fonction des différents transcripteurs : Nueville, Neuville-Saint-Emant, Novilla, Neufville, Neufville-prez-Saint-Quentin,  en 1384, puis Neufville-Saint-Amand  et enfin l'orthographe actuelle  Neuville-Saint-Amand sur la carte de Cassini au milieu du XVIIIe siècle.

Neuville : de l'adjectif de l'oïl neuve et ville « village ».
Saint-Amand est un hagiotoponyme faisant référence à son église.

## Histoire
La seigneurie de Neuville Saint-Amand dépendent dès le Xe siècle des religieux bénédictins de l'abbaye Saint-Quentin-en-l'Isle, qui y construit un village au XIIe siècle. Le village est fortifié au Moyen Âge et prend saint Amand comme saint patron en 1225.

En 1552 le village est ruiné par les Espagnols, les villageois s'étant réfugiés à Saint-Quentin.
|  |

Carte de Cassini

La carte de Cassini montre qu'au XVIIIe siècle, Neuville-Saint-Amand est une paroisse située loin des chemins empierrés de l'époque.

Deux calvaires en pierre sont représentés à l'ouest.

Au sud, la Sablonière est un hameau aujourd'hui disparu qui devait tenir son nom du fait de l'extraction du sable.

An nord, sont représentées deux fermes dont il ne subsiste aucune trace de nos jours : - Saint-Ladre qui devait être une maladrerie et le Chardon Vert qui était une ferme isolée dépendant de Neuville-Saint-Amand en 1872.

### Passé ferroviaire du village
|  |  |

De 1874 à 1968, Neuville-Saint-Amand a été desservie pour les voyageurs par la ligne de chemin de fer de Saint-Quentin à Guise. qui passait au sud-ouest l'ouest du village sous le pont du chemin conduisant à La Rue de La Fère et se dirigeait vers Itancourt.
 Chaque jour, cinq trains s'arrêtaient dans chaque sens devant cette gare  pour prendre les passagers qui se rendaient soit à Saint-Quentin, soit à Guise (voir les horaires).
A une époque où le chemin de fer était le moyen de déplacement le plus pratique, cette ligne connaissait un important trafic de passagers et de marchandises. 
La gare en bois avant 1914, fut détruite par les Allemands en 1918 ; elle a été reconstruite dans les années 1920 en brique avec un étage.
À partir de 1950, avec l'amélioration des routes et le développement du transport automobile, le trafic ferroviaire des voyageurs a périclité et la gare a été fermée en 1968, mais les trains de fret ont continué à desservir les industries d'Origny-Sainte-Benoîte ; elle est devenue une habitation, puis a été détruite en décembre 1983, avant la reconstruction du pont enjambant la voie ferrée.
En 2024, la ligne est toujours en service par les trains de fret, mais elle n'est plus utilisée pour les voyageurs, que certains week-ends par Chemin de fer touristique du Vermandois jusqu'à la gare d'Origny.

## Politique et administration

La communauté d'agglomération du Saint-Quentinois dans le département de l'Aisne.

### Rattachements administratifs et électoraux
La commune se trouve dans l'arrondissement de Saint-Quentin du département de l'Aisne. Pour l'élection des députés, elle fait partie de la deuxième circonscription de l'Aisne.
Elle faisait partie de 1793 à 1952 du canton de Moÿ-de-l'Aisne. Par décret du 19 juillet 1952, Neuville-Saint-Amand en est détachée pour rejoindre celui de Saint-Quentin. Celui-ci est scindé par décret du 23 juillet 1973 et la commune rattachée au canton de Saint-Quentin-Sud. Dans le cadre du redécoupage cantonal de 2014 en France, elle est désormais intégrée au canton de Saint-Quentin-3.

### Intercommunalité
La commune faisait partie de la communauté d'agglomération de Saint-Quentin, créée fin 1999 et qui et qui succédait au district de Saint-Quentin, créé le 9 février 1960, rassemblant à l'origine 11 communes afin notamment de créer et développer des zones industrielles.
Dans le cadre des dispositions de la loi portant nouvelle organisation territoriale de la République (Loi NOTRe) du 7 août 2015, qui prévoit que les établissements publics de coopération intercommunale (EPCI) à fiscalité propre doivent avoir un minimum de 15 000 habitants (sous réserve de certaines dérogations bénéficiant aux territoires de très faible densité), le préfet de l'Aisne a adopté un nouveau schéma départemental de coopération intercommunale par arrêté du 30 mars 2016 qui prévoit notamment la fusion de la  communauté de communes du canton de Saint-Simon et de la communauté d'agglomération de Saint-Quentin, aboutissant au regroupement de 39 communes comptant 83 287 habitants.
Cette fusion est intervenue le 1er janvier 2017, et la commune est désormais membre de la communauté d'agglomération du Saint-Quentinois.

### Liste des maires
| Période                                  | Période                   | Identité         | Étiquette | Qualité                                              |
| ---------------------------------------- | ------------------------- | ---------------- | --------- | ---------------------------------------------------- |
| Les données manquantes sont à compléter. |                           |                  |           |                                                      |
| juin 1995                                | 27 avril 2020             | Patrick Merlinat | DVD       | Technicien d'élevage Réélu pour le mandat 2014-2020, |
| mai 2020                                 | En cours (au 28 mai 2020) | Ghislain Henrion |           |                                                      |

## Population et société

### Démographie
L'évolution du nombre d'habitants est connue à travers les recensements de la population effectués dans la commune depuis 1793. Pour les communes de moins de 10 000 habitants, une enquête de recensement portant sur toute la population est réalisée tous les cinq ans, les populations de référence des années intermédiaires étant quant à elles estimées par interpolation ou extrapolation. Pour la commune, le premier recensement exhaustif entrant dans le cadre du nouveau dispositif a été réalisé en 2005.

En 2022, la commune comptait 857 habitants, en évolution de +1,66 % par rapport à 2016 (Aisne : −1,97 %, France hors Mayotte : +2,11 %).
| 1793 | 1800 | 1806 | 1821 | 1831 | 1836 | 1841 | 1846 | 1851 |
| ---- | ---- | ---- | ---- | ---- | ---- | ---- | ---- | ---- |
| 270  | 313  | 309  | 382  | 483  | 495  | 762  | 764  | 739  |

| 1856 | 1861 | 1866 | 1872  | 1876  | 1881 | 1886 | 1891 | 1896 |
| ---- | ---- | ---- | ----- | ----- | ---- | ---- | ---- | ---- |
| 854  | 819  | 911  | 1 147 | 1 588 | 355  | 389  | 366  | 355  |

| 1901 | 1906 | 1911 | 1921 | 1926 | 1931 | 1936 | 1946 | 1954 |
| ---- | ---- | ---- | ---- | ---- | ---- | ---- | ---- | ---- |
| 367  | 378  | 363  | 236  | 714  | 770  | 697  | 681  | 820  |

| 1962 | 1968 | 1975 | 1982 | 1990 | 1999 | 2005 | 2006 | 2010 |
| ---- | ---- | ---- | ---- | ---- | ---- | ---- | ---- | ---- |
| 819  | 870  | 725  | 732  | 916  | 908  | 859  | 849  | 893  |

| 2015 | 2020 | 2022 | - | - | - | - | - | - |
| ---- | ---- | ---- | - | - | - | - | - | - |
| 850  | 849  | 857  | - | - | - | - | - | - |

### Enseignement
La commune a constitué un regroupement pédagogique intercommunal (RPI) avec Mesnil-Saint-Laurent. En 2015, les élèves des deux communes sont scolarisés à Neuville-Saint-Amand de la grande section jusqu'au CM2. L'école sera  fermée en 2022, à la suite de l'annonce, sans préavis, faite  le 20 janvier 2022  devant les parents d'élèves.

## Culture locale et patrimoine

### Lieux et monuments
- L'église Saint-Amand de Neuville-Saint-Amand.
- Monument de 1870.
- Monument aux morts, commémorant les guerres de 1914-1918 et 1939-1945.
- Des calvaires.
- Le château, actuellement un hôtel-restaurant.
- Prochainement une magnifique photo du superbe rond-point  rue du tour de ville : probablement le seul rond point au monde situé.. dans une impasse. Sa construction  a précédé la fermeture de l'école pour cause budgétaire

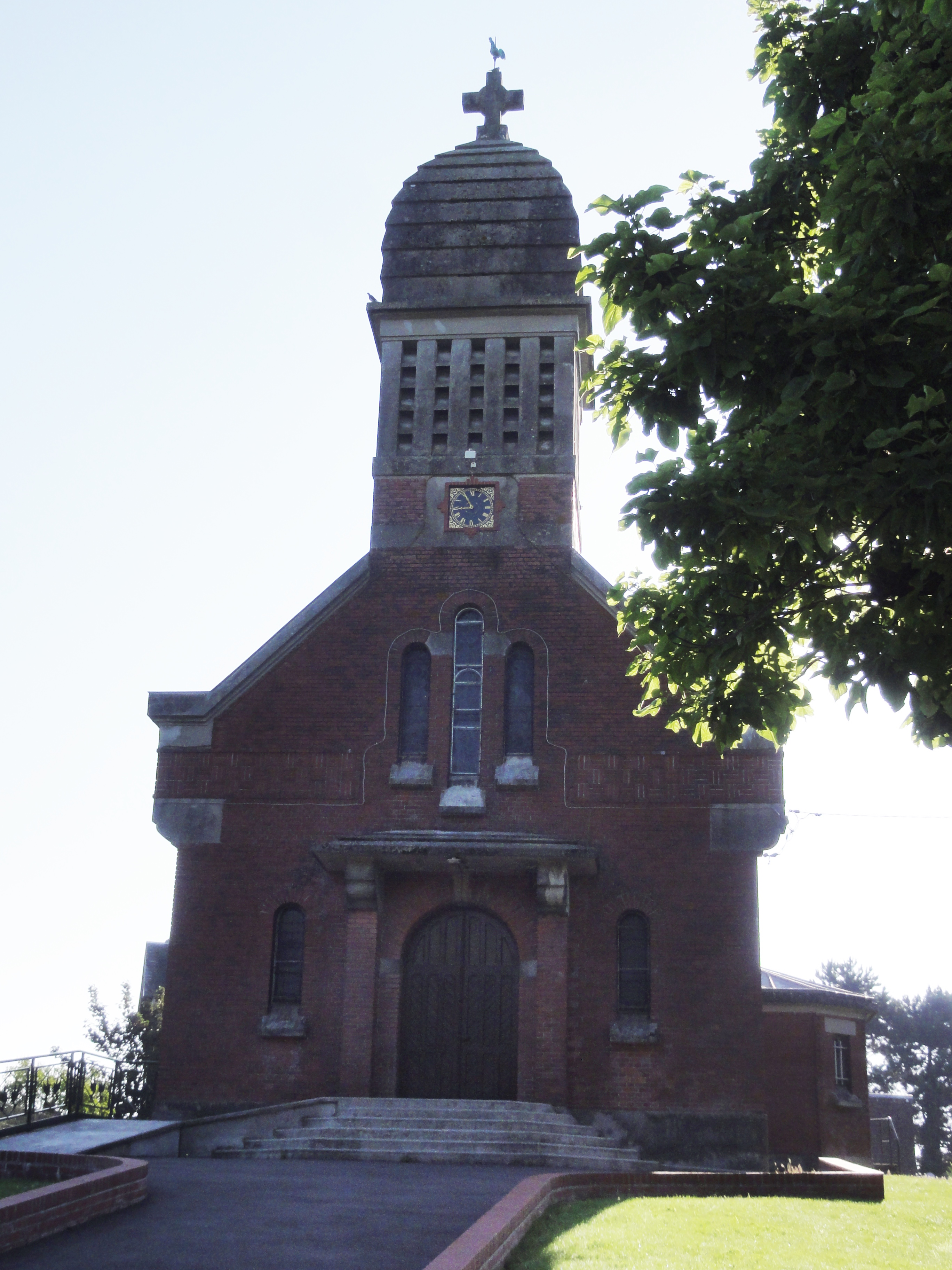
L'église Saint-Amand.
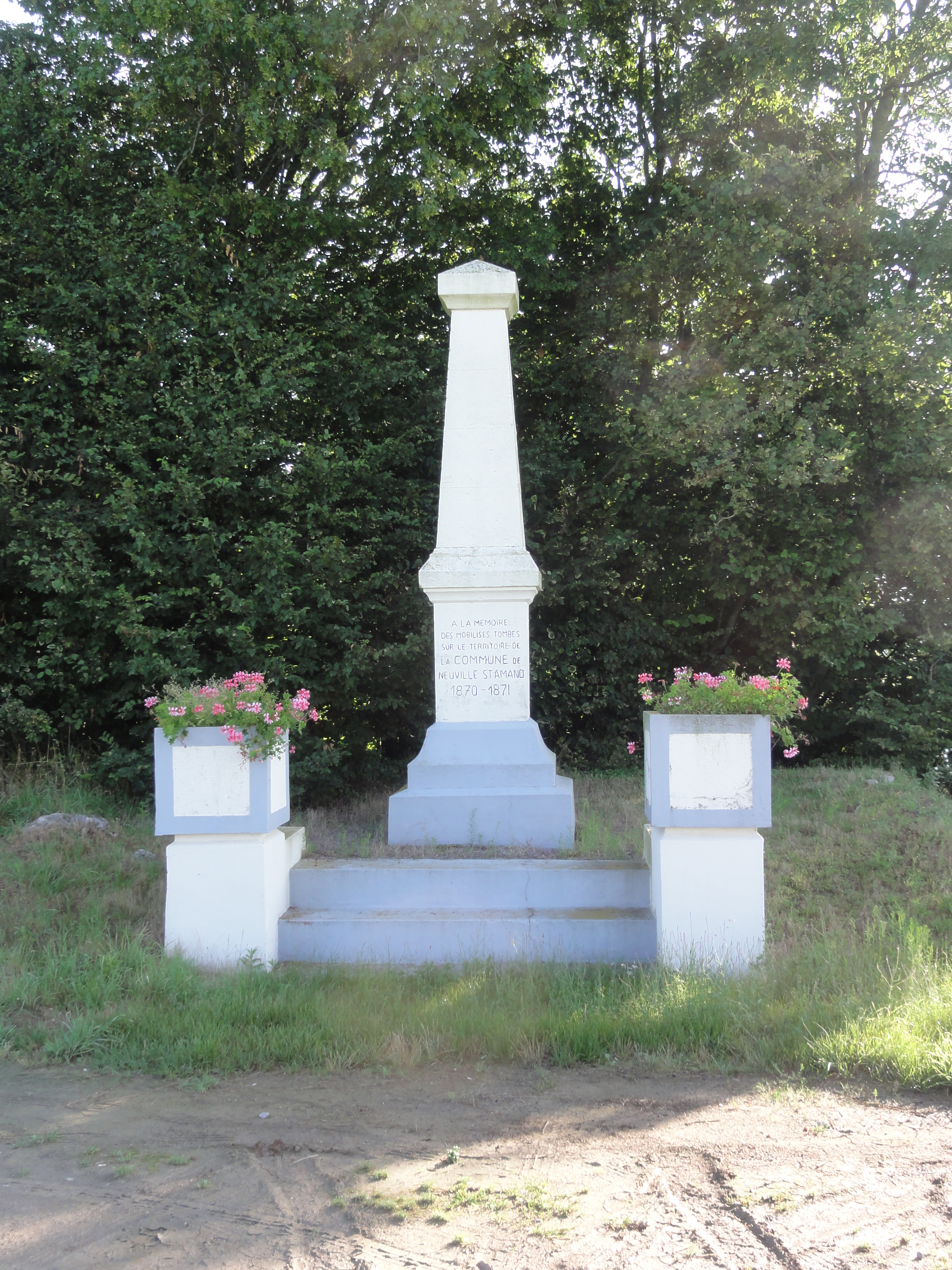
Le monument de 1870.
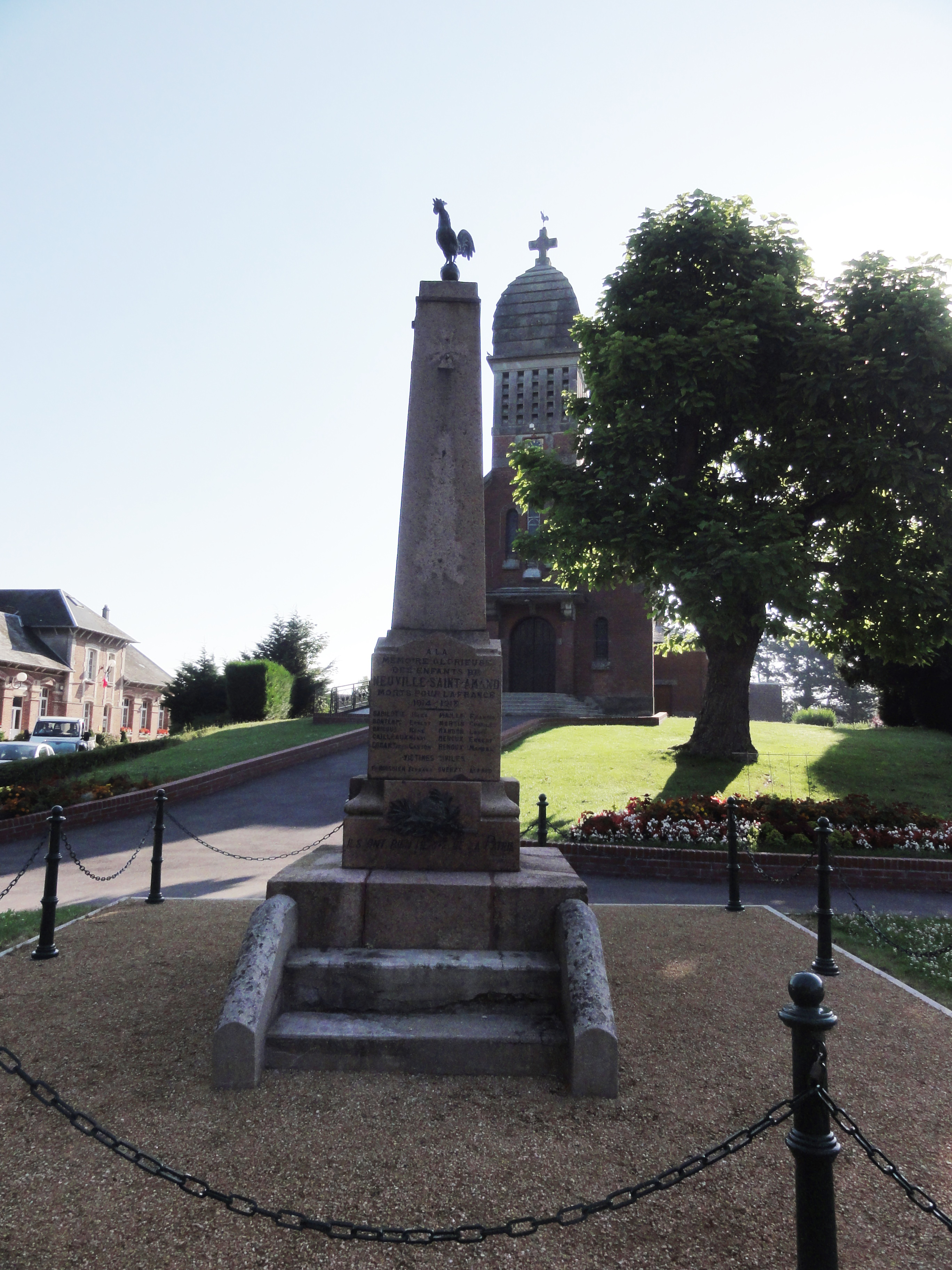
Le monument aux morts.
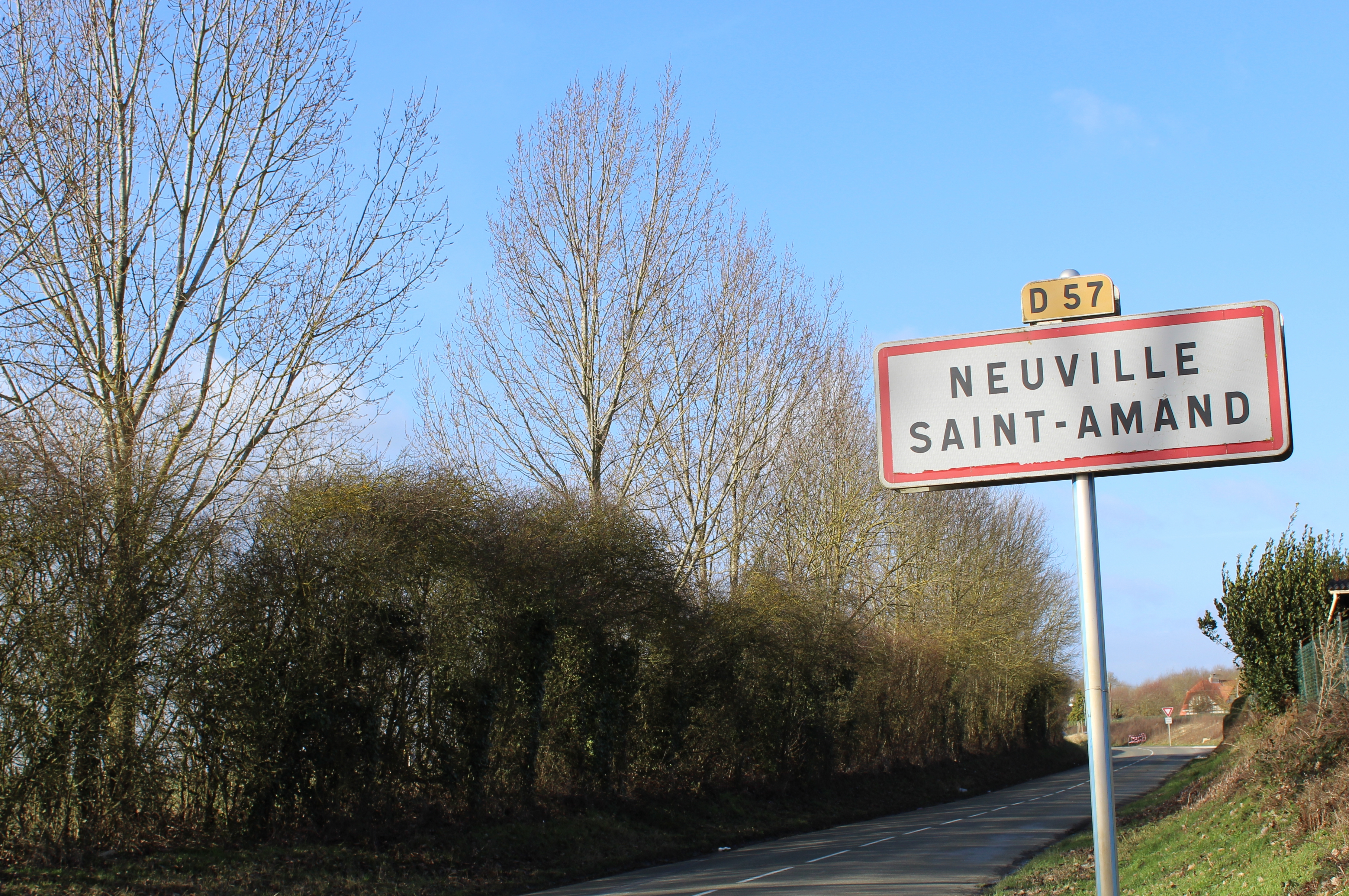
Entrée du village.
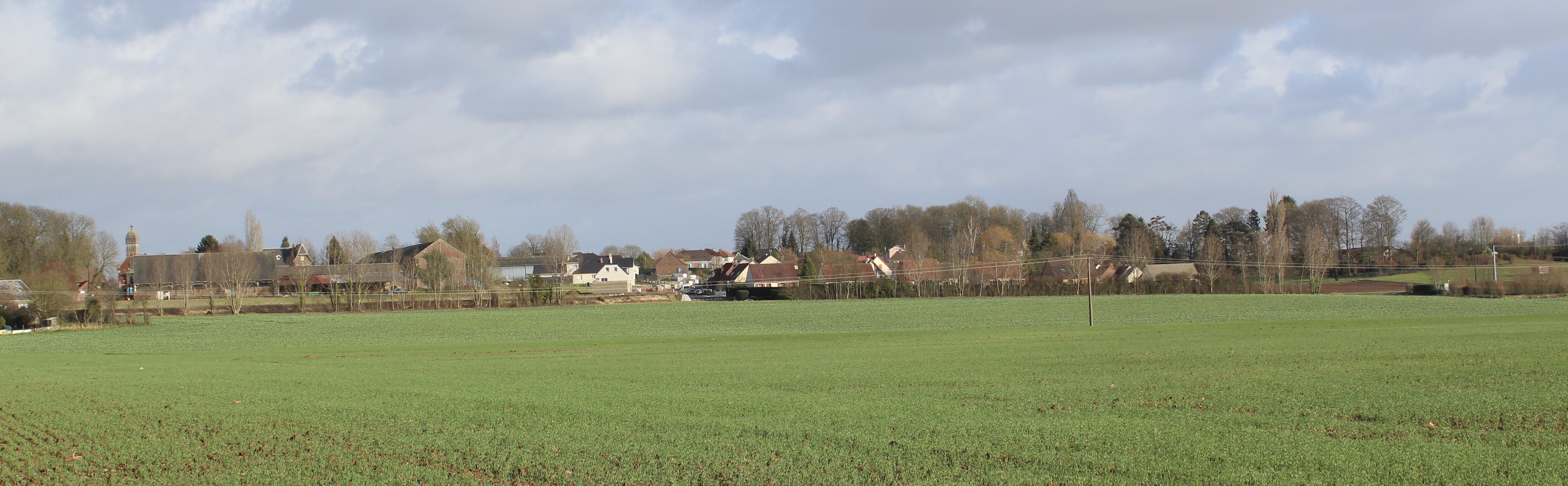
Vue panoramique.
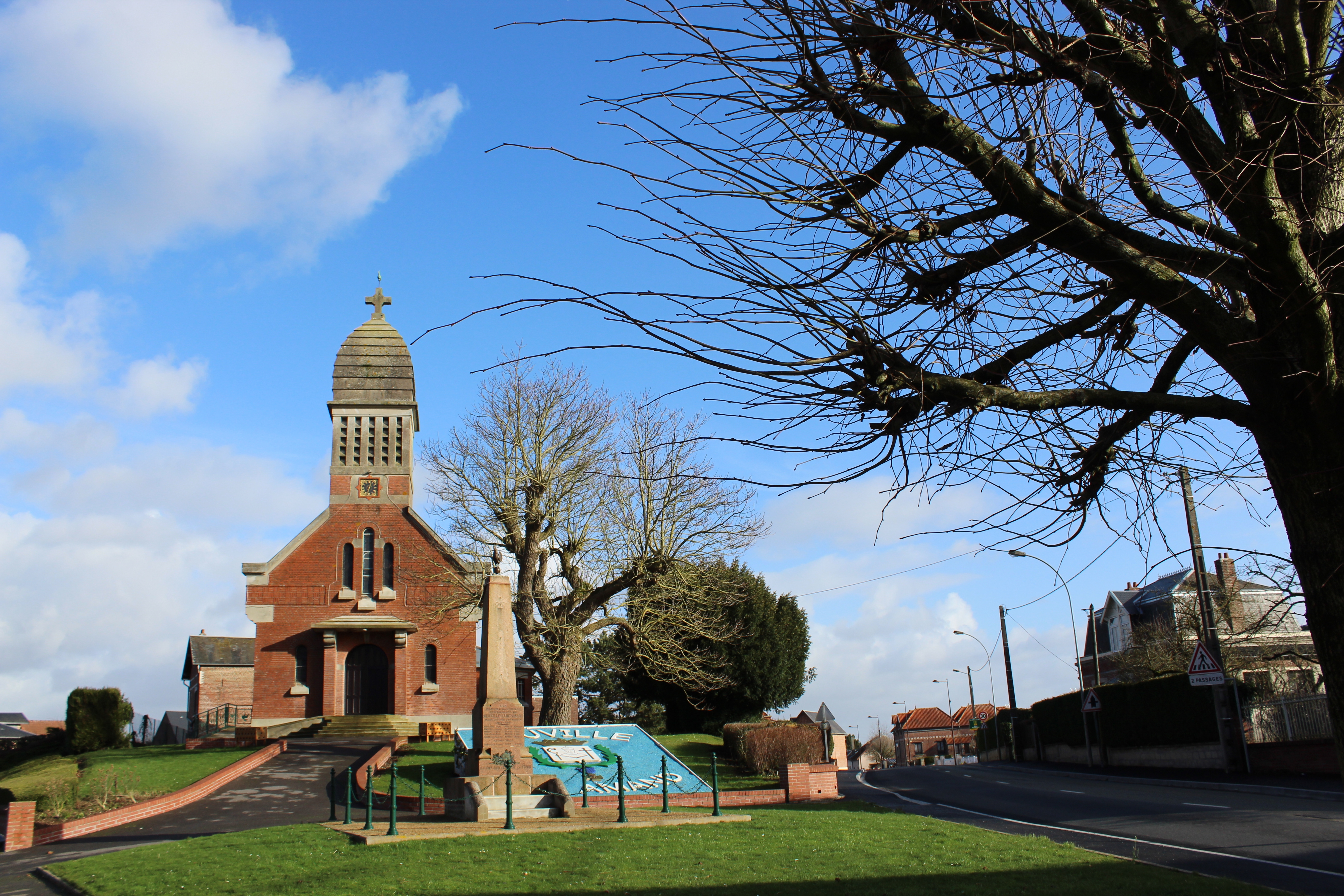
La place de l'Église.

### Personnalités liées à la commune
Patrick Merlinat a courageusement géré la commune pendant plusieurs années, ses administrés se souviennent entre autres d'une de ses paroles "moi vivant, jamais l'école ne fermera", l'avenir lui donna raison, l'école ayant fermé à peine deux ans après son décès.

### Héraldique
| Blason de Neuville-Saint-Amand | Blason  | D'azur au buste d'évêque mitré, adextré d'une crosse et senestré d'une croix épiscopale, le tout d'argent. Ornements extérieursCroix de guerre 1914-1918 |
| Blason de Neuville-Saint-Amand | Détails | Le statut officiel du blason reste à déterminer. |